# Pseudenyo benitensis
Pseudenyo là một chi bướm đêm thuộc họ Sphingidae, có một loài là Pseudenyo benitensis, có ở Nigeria tới Gabon và Guinea Xích Đạo.